# Chasapiko
Chasapiko, Hassapikos (griechisch Χασάπικο) oder auch Makelarikos (griechisch Μακελλάρικος) ist ein griechischer Volkstanz – ursprünglich der Tanz der Metzgergilde.
Chasapis (griechisch: χασάπης – aus dem türkischen Kasap) und Makelaris (griech. Μακελλάρης – aus dem italienischen) bedeuten Metzger auf Griechisch.
Der Tanz kommt aus Konstantinopel (Istanbul), aus der Zeit Byzanz, und wurde auf speziellen Festen der Metzgergilde getanzt. Er wird im 4/4-Rhythmus von einer oder mehreren Personen nebeneinander mit Schulterfassung getanzt. Der Tanz ist ein freier Tanz, der keine festgelegte Schrittfolge hat, und wird stationär getanzt. Die musikalische Phrase hat im Allgemeinen 8 Takte, bei manchen Liedern wird eine 6-taktige Phrase eingeschoben. Die Schrittkombinationen der tänzerischen Phrase sind streng zur musikalischen Phrase passend anzulegen. Obwohl es keine vorgeschriebene Schrittkombinationen gibt, haben sich sogenannte Grundschrittfolgen und Grundfiguren als Standard herausgebildet. Diese werden dann zu einem Lied passend im Voraus geplant oder improvisierend aneinander gereiht.
Ähnliche Tänze sind unter verschiedenen Namen in ganz Südosteuropa und dem Mittelmeerraum populär. Zum Beispiel in der Türkei als Kasap Havasi, in Bulgarien und Serbien als Kasapsko oder in der arabischen Welt als Debka.
In Michael Cacoyannis’ Film Alexis Sorbas tanzte Anthony Quinn zur Musik von Mikis Theodorakis einen Sirtaki, welcher dadurch international zur bekanntesten Form des griechischen Tanzes wurde. Der Sirtaki wurde speziell für den Film kreiert und ist eine Umsetzung des Chasapiko. Im Sirtaki geht der langsame Chasapiko in den schnellen Chasaposerviko über. Wegen seiner Bekanntheit ist der Sirtaki – also eigentlich ein Chasapiko – sehr verbreitet auf Feiern und Volkstanzabenden im touristischen Bereich Griechenlands.
Varianten des Chasapiko gab es je nach Ort. Z. B. Navtiko (der Marine) oder der Koulouriotiko aus Salamis.